# فهرست نخستین وکلای زن و قاضی بر اساس ملیت
قهرست نخستین وکلای زن و قاضی براساس ملیت (انگلیسی: List of first women lawyers and judges by nationality) در هر کشور است و دارای سالی است که این زنان برای امور قانونی برگزیده شده‌اند که (در پرانتز) آورده شده‌است. این فهرست همچنین شامل نخستین زنانی است که به موفقیتی در زمینه قانون مثل اخذ درجه حقوق یا تبدیل شدن به یک شخصیت سیاسی دست یافته‌اند. فهرست براساس قاره‌ای تقسیم شده‌است.
- فهرست نخستین زنان وکیل و قاضی در آفریقا
- فهرست نخستین زنان وکیل و قاضی در آسیا
- فهرست نخستین زنان وکیل و قاضی در استرالیا و اقیانوسیه
- فهرست نخستین زنان وکیل و قاضی در اروپا
- فهرست نخستین زنان وکیل و قاضی در آمریکای شمالی
- فهرست نخستین زنان وکیل و قاضی در آمریکای جنوبی

## نخستین زنان حقوقدان در کشورهای مختلف

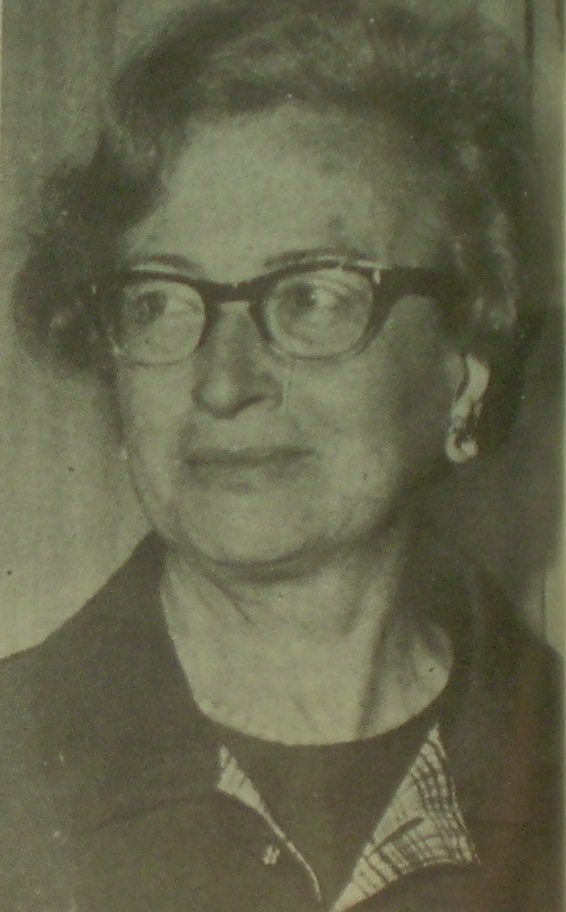
مارگاریتا آرگواس: نخستین وزیر زن دیوان عالی دادگستری کشور (۱۹۷۰)
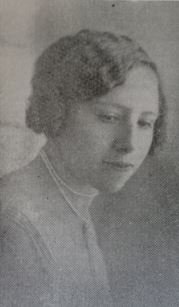
اسیلدا ویلا: نخستین وکیل زن در بولیوی (۱۹۲۹).
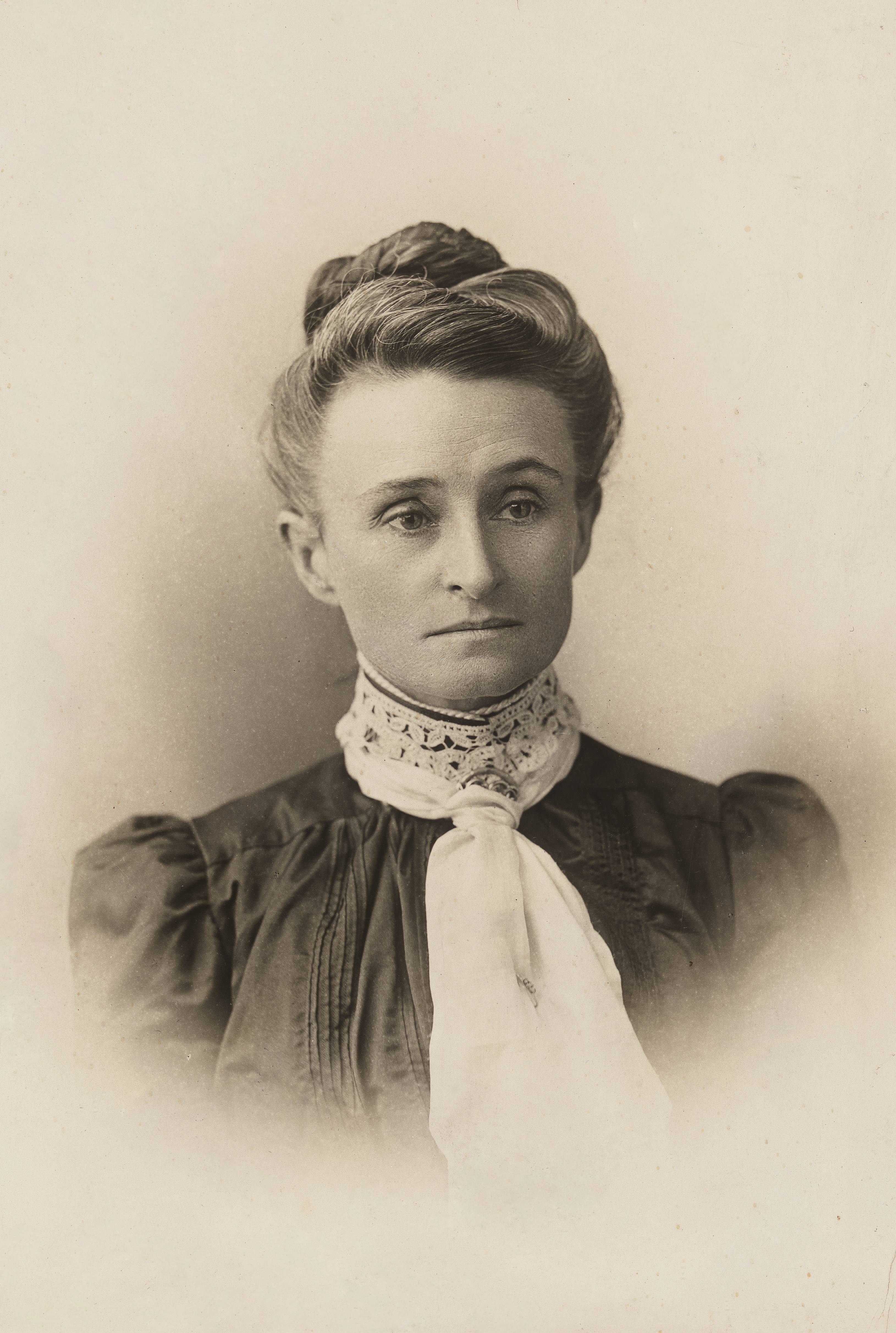
ادیث کوان: نخستین قاضی زن در استرالیا (۱۹۲۰)
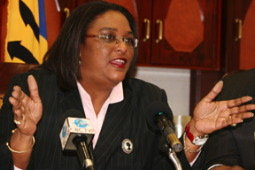
میا موتلی: نخستین دادستان کل زن باربادوس
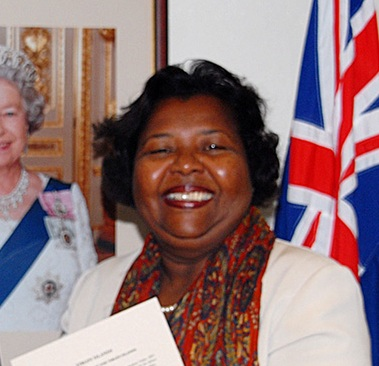
دانسیا پن: نخستین وکیل زن در جزایر ویرجین بریتانیا
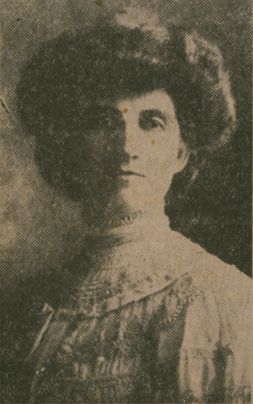
کلارا برت مارتین: نخستین وکیل زن در کانادا (۱۸۹۷)